# 얼바노
얼바노(Urbano)는 대한민국의 펑크 듀오이다. 구성원은 전영진과 김중우이다.
2002년에 데뷔 앨범 《Urbano》, 그리고 2004년에 두번째 앨범인 《Urbano 2》를 발표한 뒤 활동을 중단했다.

## 참조
1. ↑  홍제성 (2004년 4월 14일). “프로젝트 듀오 `얼바노' 앨범 2장 출시”. 《연합뉴스》. 2017년 7월 25일에 확인함.